# Ronde van Duitsland 2007
De Ronde van Duitsland 2007 was de 31ste editie van de Ronde van Duitsland. De wedstrijd werd gehouden van 10 tot en met 18 augustus 2007. De ronde werd, net als in 2006, gewonnen door de Duitse wielrenner Jens Voigt.

## Vooraf
Voorafgaand aan de ronde ontstonden problemen rond de deelname van wielerploeg Astana. Deze ploeg had in de voorbije periode te maken gehad met dopingschandalen en daarom weigerde de organisatie van de Ronde van Duitsland de ploeg te laten starten. Dit gebeurde uiteindelijk ook niet, omdat Astana zelf besloot om tijdelijk uit de ProTour te stappen.
Enkele dagen voor de start van de ronde kwam de Elk Haus - Simplon-ploeg in opspraak. Volgens organisator Kai Rapp was de aanleiding hiervoor dat "de regels die de directie stelt, niet kunnen nagevolgd worden door de volledige ploeg ELK Haus Simplon." De ARD, die de wedstrijd op de Duitse televisie uit zou gaan zenden, en enkele ProTour-ploegen zouden op het weren van de Oostenrijkse ploeg hebben aangedrongen. Een rechter in Hamburg besloot echter dat de ploeg toch van start kon gaan.

## Verloop

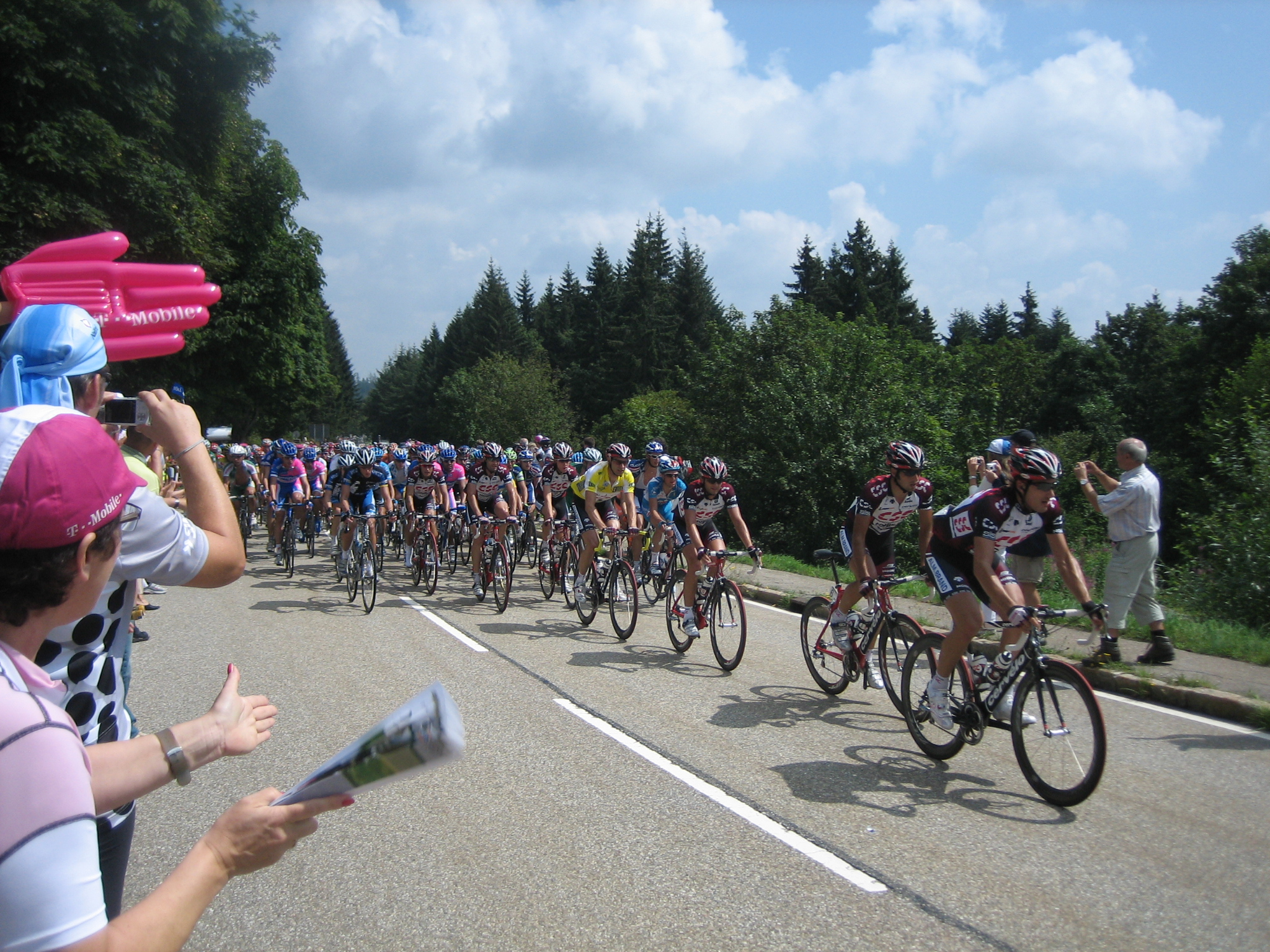
Het peloton, met Jens Voigt in de leiderstrui, trekt door het Zwarte Woud tijdens de derde etappe

De eerste etappe van de Ronde van Duitsland was vlak en geschikt voor de sprinters. De etappe werd gewonnen door Robert Förster.
In de tweede etappe stond een ploegentijdrit op het programma. Team CSC was oppermachtig en schakelde op deze manier al een aantal favorieten voor de eindzege uit, waaronder Damiano Cunego. Jens Voigt veroverde de gele leiderstrui.
In de derde etappe vormden een aantal beklimmingen een obstakel voor de topsprinters. Een groepje renners ontsnapte, waaronder Niki Terpstra. Hij legde in deze etappe de basis voor zijn eindoverwinning in het bergklassement. Uiteindelijk kon een uitgedund peloton de vluchters achterhalen. Erik Zabel won de sprint.
In de vierde etappe reden onder andere Rigoberto Urán, Damiano Cunego en Davide Rebellin op een steile klim op 15 kilometer van de finish weg. In de gevaarlijke afdaling miste Rigoberto Urán een bocht. In de sprint won Cunego van Rebellin. De gewonnen tijd op Jens Voigt was echter miniem.
De vijfde etappe eindigde op de Rettenbachferner, een zware klim van de buitencategorie. Hoewel algemeen werd verwacht dat Jens Voigt veel tijd zou verliezen, kon hij het klimwerk goed aan. Uiteindelijk reed David López García een paar kilometer voor de finish weg. Jens Voigt volgde, op zijn beurt op korte afstand gevolgd door Robert Gesink.
De zesde en zevende etappe waren uitermate geschikt voor de sprinters. Gerald Ciolek won tweemaal overtuigend.
In de achtste etappe, een tijdrit, liet Jens Voigt alle specialisten achter zich. Hij won met ruime voorsprong en verstevigde zijn positie in het eindklassement.
De laatste etappe werd wederom gewonnen door Gerald Ciolek, die zich vanuit een verloren positie in de laatste kilometer terugvocht en als eerste de finish passeerde.

## Etappe-overzicht
| etappe | datum       | start       | finish      | afstand  | winnaar            | klassementsleider |
| ------ | ----------- | ----------- | ----------- | -------- | ------------------ | ----------------- |
| 1      | 10 augustus | Saarbrücken | Saarbrücken | 183,7 km | Robert Förster     | Robert Förster    |
| 2      | 11 augustus | Bretten     | Bretten     | 42,2 km  | Team CSC           | Jens Voigt        |
| 3      | 12 augustus | Pforzheim   | Offenburg   | 181,8 km | Erik Zabel         | Jens Voigt        |
| 4      | 13 augustus | Singen      | Sonthofen   | 183,3 km | Damiano Cunego     | Jens Voigt        |
| 5      | 14 augustus | Sonthofen   | Sölden      | 157,6 km | David López García | Jens Voigt        |
| 6      | 15 augustus | Längenfeld  | Kufstein    | 187,7 km | Gerald Ciolek      | Jens Voigt        |
| 7      | 16 augustus | Kufstein    | Regensburg  | 192,6 km | Gerald Ciolek      | Jens Voigt        |
| 8      | 17 augustus | Fürth       | Fürth       | 33,1 km  | Jens Voigt         | Jens Voigt        |
| 9      | 18 augustus | Einbeck     | Hannover    | 143,1 km | Gerald Ciolek      | Jens Voigt        |

* De tweede etappe was een ploegentijdrit.

## Etappe-uitslagen

### Eerste etappe
| Uitslag etappe | Uitslag etappe     | Uitslag etappe | Uitslag etappe |
| rang           | renner             | land           | tijd           |
| -------------- | ------------------ | -------------- | -------------- |
| 1              | Robert Förster     | Duitsland      | 4u24'16"       |
| 2              | Danilo Napolitano  | Italië         | z.t.           |
| 3              | Erik Zabel         | Duitsland      | z.t.           |
| 4              | José Joaquín Rojas | Spanje         | z.t.           |
| 5              | Steffen Radochla   | Duitsland      | z.t.           |
| 6              | Kenny van Hummel   | Nederland      | z.t.           |
| 7              | Werner Riebenbauer | Oostenrijk     | z.t.           |
| 8              | Aitor Galdós       | Spanje         | z.t.           |
| 9              | Aurélien Clerc     | Zwitserland    | z.t.           |
| 10             | Lloyd Mondory      | Frankrijk      | z.t.           |

### Tweede etappe
| Uitslag etappe | Uitslag etappe                 | Uitslag etappe   | Uitslag etappe |
| rang           | ploeg                          | land             | tijd           |
| -------------- | ------------------------------ | ---------------- | -------------- |
| 1              | Team CSC                       | Denemarken       | 51'40"         |
| 2              | Discovery Channel              | Verenigde Staten | + 0' 26"       |
| 3              | Gerolsteiner                   | Duitsland        | + 0' 55"       |
| 4              | Caisse d'Epargne-Illes Balears | Spanje           | + 0' 56"       |
| 5              | T-Mobile                       | Duitsland        | + 0' 59"       |
| 6              | Rabobank                       | Nederland        | + 1' 03"       |
| 7              | Liquigas                       | Italië           | + 1' 19"       |
| 8              | Cofidis                        | Frankrijk        | + 1' 22"       |
| 9              | Milram                         | Italië           | + 1' 32"       |
| 10             | AG2R Prévoyance                | Frankrijk        | z.t.           |

### Derde etappe
| Uitslag etappe | Uitslag etappe     | Uitslag etappe | Uitslag etappe |
| rang           | renner             | land           | tijd           |
| -------------- | ------------------ | -------------- | -------------- |
| 1              | Erik Zabel         | Duitsland      | 4u49'25"       |
| 2              | José Joaquín Rojas | Spanje         | z.t.           |
| 3              | Bradley McGee      | Australië      | z.t.           |
| 4              | Manuele Mori       | Italië         | z.t.           |
| 5              | Patrick Calcagni   | Zwitserland    | z.t.           |
| 6              | René Weissinger    | Duitsland      | z.t.           |
| 7              | Björn Leukemans    | België         | z.t.           |
| 8              | Gerald Ciolek      | Duitsland      | z.t.           |
| 9              | René Mandri        | Estland        | z.t.           |
| 10             | Martin Elmiger     | Zwitserland    | z.t.           |

### Vierde etappe
| rang | renner             | land             | tijd     |
| ---- | ------------------ | ---------------- | -------- |
| 1    | Damiano Cunego     | Italië           | 4u28'06" |
| 2    | Davide Rebellin    | Italië           | z.t      |
| 3    | David López García | Spanje           | z.t.     |
| 4    | José Joaquín Rojas | Spanje           | + 5"     |
| 5    | Patrick Calcagni   | Zwitserland      | z.t.     |
| 6    | Peter Velits       | Slovenië         | z.t.     |
| 7    | Andrea Tonti       | Italië           | z.t.     |
| 8    | Florian Stalder    | Zwitserland      | z.t.     |
| 9    | Manuele Mori       | Italië           | z.t.     |
| 10   | George Hincapie    | Verenigde Staten | z.t.     |

### Vijfde etappe
| rang | renner                | land             | tijd     |
| ---- | --------------------- | ---------------- | -------- |
| 1    | David López García    | Spanje           | 4u21'07" |
| 2    | Jens Voigt            | Duitsland        | + 12"    |
| 3    | Robert Gesink         | Nederland        | + 20"    |
| 4    | Damiano Cunego        | Italië           | + 33"    |
| 5    | Laurens ten Dam       | Nederland        | + 46"    |
| 6    | Leonardo Bertagnolli  | Italië           | + 1'04"  |
| 7    | Levi Leipheimer       | Verenigde Staten | + 1'10"  |
| 8    | Christian Pfannberger | Oostenrijk       | z.t.     |
| 9    | Chris Anker Sørensen  | Denemarken       | + 1'29"  |
| 10   | Josep Jufré           | Spanje           | + 1'43"  |

### Zesde etappe
| rang | renner             | land        | tijd     |
| ---- | ------------------ | ----------- | -------- |
| 1    | Gerald Ciolek      | Duitsland   | 3u57'40" |
| 2    | Danilo Napolitano  | Italië      | z.t.     |
| 3    | José Joaquín Rojas | Spanje      | z.t.     |
| 4    | Paolo Bettini      | Italië      | z.t      |
| 5    | Koldo Fernández    | Spanje      | z.t.     |
| 6    | Aurélien Clerc     | Zwitserland | z.t.     |
| 7    | Mark Renshaw       | Australië   | z.t.     |
| 8    | Martin Elmiger     | Zwitserland | z.t.     |
| 9    | Erik Zabel         | Duitsland   | z.t.     |
| 10   | Aitor Galdós       | Spanje      | z.t.     |

### Zevende etappe
| rang | renner             | land        | tijd     |
| ---- | ------------------ | ----------- | -------- |
| 1    | Gerald Ciolek      | Duitsland   | 4u08'20" |
| 2    | Erik Zabel         | Duitsland   | z.t.     |
| 3    | José Joaquín Rojas | Spanje      | z.t.     |
| 4    | Aurélien Clerc     | Zwitserland | z.t.     |
| 5    | Danilo Napolitano  | Italië      | z.t.     |
| 6    | René Weissinger    | Duitsland   | z.t.     |
| 7    | Mark Renshaw       | Australië   | z.t.     |
| 8    | Olaf Pollack       | Duitsland   | z.t.     |
| 9    | Sven Teutenberg    | Duitsland   | z.t.     |
| 10   | Koldo Fernández    | Spanje      | z.t.     |

### Achtste etappe
| rang | renner               | land             | tijd    |
| ---- | -------------------- | ---------------- | ------- |
| 1    | Jens Voigt           | Duitsland        | 39'42"  |
| 2    | László Bodrogi       | Hongarije        | + 14"   |
| 3    | Levi Leipheimer      | Verenigde Staten | + 25"   |
| 4    | Jason McCartney      | Verenigde Staten | + 39"   |
| 5    | Linus Gerdemann      | Duitsland        | + 39"   |
| 6    | Marco Pinotti        | Italië           | + 43"   |
| 7    | Leonardo Bertagnolli | Italië           | + 46"   |
| 8    | Gustav Larsson       | Zweden           | + 46"   |
| 9    | Bobby Julich         | Verenigde Staten | + 50"   |
| 10   | Joost Posthuma       | Nederland        | + 1'14" |

### Negende etappe
| rang | renner            | land       | tijd     |
| ---- | ----------------- | ---------- | -------- |
| 1    | Gerald Ciolek     | Duitsland  | 3u16'55" |
| 2    | Erik Zabel        | Duitsland  | z.t.     |
| 3    | Mark Renshaw      | Australië  | z.t.     |
| 4    | Juan José Haedo   | Argentinië | z.t.     |
| 5    | Danilo Napolitano | Italië     | z.t.     |
| 6    | Olaf Pollack      | Duitsland  | z.t.     |
| 7    | Robert Förster    | Duitsland  | z.t.     |
| 8    | Lloyd Mondory     | Frankrijk  | z.t.     |
| 9    | René Weissinger   | Duitsland  | z.t.     |
| 10   | Carlos Da Cruz    | Frankrijk  | z.t.     |

## Uitvallers

### 2e etappe
- Niet gestart:  Paolo Tiralongo (Lampre-Fondital)

### 3e etappe
- Afgestapt:  Saïd Haddou (Bouygues Telecom)
- Afgestapt:  Kaoru Ouchi (Skil-Shimano)

### 4e etappe
- Niet gestart:  Fabian Cancellara (Team CSC)
- Afgestapt:  Andy Schleck (Team CSC)
- Afgestapt:  Rigoberto Urán (Unibet.com)

### 5e etappe
- Afgestapt:  Gerrit Glomser (Volksbank)
- Afgestapt:  Piet Rooijakkers (Skil-Shimano)
- Afgestapt:  Kenny van Hummel (Skil-Shimano)

### 6e etappe
- Niet gestart:  Matteo Carrara (Unibet.com)

### 7e etappe
- Afgestapt:  Roman Kreuziger (Liquigas)
- Afgestapt:  Preben Van Hecke (Predictor-Lotto)
- Afgestapt:  Thomas Rohregger (Elk Haus-Simplon)
- Afgestapt:  Björn Leukemans (Predictor-Lotto)

### 8e etappe
- Niet gestart:  Steffen Wesemann (Wiesenhof-Felt)
- Niet gestart:  Paolo Bettini (Quickstep-Innergetic)
- Niet gestart:  Aurélien Clerc (Bouygues Telecom)

### 9e etappe
- Niet gestart:  Damiano Cunego (Lampre-Fondital)
- Niet gestart:  José Joaquín Rojas (Caisse d'Epargne)
- Niet gestart:  Mauro Da Dalto (Liquigas)
- Niet gestart:  Manuele Mori (Saunier Duval-Prodir)
- Niet gestart:  Martin Elmiger (Ag2r Prévoyance)
- Niet gestart:  Rinaldo Nocentini (Ag2r Prévoyance)
- Niet gestart:  Sébastien Minard (Cofidis)
- Afgestapt:  Francesco Failli (Liquigas)
- Afgestapt:  Torsten Schmidt (Wiesenhof-Felt)

## Eindklassementen

### Algemeen klassement
| rang | renner               | land             | tijd      |
| ---- | -------------------- | ---------------- | --------- |
| 1    | Jens Voigt           | Duitsland        | 30u57'21" |
| 2    | Levi Leipheimer      | Verenigde Staten | + 1'57"   |
| 3    | David López García   | Spanje           | + 2'10"   |
| 4    | Leonardo Bertagnolli | Italië           | + 3'05"   |
| 5    | Robert Gesink        | Nederland        | + 3'15"   |
| 6    | Chris Anker Sørensen | Denemarken       | + 5'22"   |
| 7    | Maxime Monfort       | België           | + 5'22"   |
| 8    | Laurens ten Dam      | Nederland        | + 5'26"   |
| 9    | Gustav Larsson       | Zweden           | + 6'08"   |
| 10   | Davide Rebellin      | Italië           | + 6'16"   |

### Puntenklassement
| rang | renner            | land      | punten |
| ---- | ----------------- | --------- | ------ |
| 1    | Erik Zabel        | Duitsland | 98     |
| 2    | Gerald Ciolek     | Duitsland | 88     |
| 3    | Danilo Napolitano | Italië    | 62     |

### Bergklassement
| rang | renner             | land      | punten |
| ---- | ------------------ | --------- | ------ |
| 1    | Niki Terpstra      | Nederland | 23     |
| 2    | David López García | Spanje    | 15     |
| 3    | Jens Voigt         | Duitsland | 12     |

1911 · 1912-1921 · 1922 · 1923-1926 · 1927 · 1928-1929 · 1930 · 1931 · 1932-1936 · 1937 · 1938 · 1939 · 1940-1946 · 1947 · 1948 · 1949 · 1950 · 1951 · 1952 · 1953-1959 · 1960 · 1961 · 1962 · 1963-1978 · 1979 · 1980 · 1981 · 1982 · 1983-1998 · 1999 · 2000 · 2001 · 2002 · 2003 · 2004 · 2005 · 2006 · 2007 · 2008 · 2009-2017 · 2018 · 2019 · 2020 · 2021 · 2022 · 2023 · 2024
 Parijs-Nice · 
 Tirreno-Adriatico · 
 Milaan-San Remo · 
 Ronde van Vlaanderen · 
 Ronde van het Baskenland · 
 Gent-Wevelgem · 
 Parijs-Roubaix · 
 Amstel Gold Race · 
 Waalse Pijl · 
 Luik-Bastenaken-Luik · 
 Ronde van Romandië · 
 Ronde van Italië · 
 Ronde van Catalonië · 
 Critérium du Dauphiné Libéré · 
 Ronde van Zwitserland · 
 Ploegentijdrit Eindhoven · 
 Ronde van Frankrijk · 
 Clásica San Sebastián · 
 Ronde van Duitsland · 
 Vattenfall Cyclassics · 
  ENECO Tour · 
 GP Ouest France-Plouay · 
 Ronde van Spanje · 
 Ronde van Polen · 
 Kampioenschap van Zürich · 
 Parijs-Tours · 
 Ronde van Lombardije